# Une langue est un dialecte avec une armée et une marine
« Une langue est un dialecte avec une armée et une marine » est un aphorisme popularisé par le linguiste yiddish Max Weinreich (1894-1969), pour souligner la différence arbitraire entre un dialecte et une langue, ainsi que le fait qu'une langue est propagée par un État fort, puissant et déterminé.
La citation originale en yiddish est : « אַ שפּראַך איז אַ דיאַלעקט מיט אַן אַרמיי און פֿלאָט » (a shprakh iz a dialekt mit an armey un flot)
La phrase est parfois attribuée au maréchal Hubert Lyautey (1854-1934) qui l'aurait dite lors d'une réunion hebdomadaire de l'Académie française et Jean Laponce lui donne même le nom de « loi de Lyautey »,.